# A feast of consequences
A feast of consequences is het tiende studioalbum van Fish als soloartiest. Het verscheen vijf jaar na zijn voorganger en werd in eigen beheer uitgegeven. Chocolate Frog Record Company is namelijk Fish zelf. het album is opgenomen in Fishs eigen geluidsstudio.

## Musici
- Fish – zang
- Steve Vantsis – basgitaar
- Robin Boult – gitaar
- Foss Paterson  - toetsinstrumenten
- Gavin Griffiths – slagwerk

Met
- Elisabeth Troy Antwi – achtergrondzang
- Gosia Loboda, Alina-Lin Merx-Jong  (viool), Linda Slakhorst (altviool), Tanja Derwahl (cello) op 5, 9 en 11, arrangement van Egbert Derix, opgenomen in Limburg.

De namen van muzikanten is opvallend:
- Vantsis en Boult hadden bemoeienis met het album van de Ex van Fish: Heather Findlay.
- Griffiths is afkomstig uit de band waarin Findlay zong, Mostly Autumn.
- Egbert Derix speelde samen met Iain Matthews.

## Muziek
| Nr. | Titel                                              | Duur  |
| --- | -------------------------------------------------- | ----- |
| 1.  | Perfume river (Dick, Vantsis)                      | 10:58 |
| 2.  | All loved up (Dick, Vantsis, Boult)                | 5:07  |
| 3.  | Blind to the beautiful (Dick, Vantsis, Boult)      | 5:12  |
| 4.  | A feast of consequences (Dick, Vantsis, Boult)     | 4:29  |
| 5.  | The high wood: High wood (Dick, Paterson)          | 5:26  |
| 6.  | The high wood:Crucifix corner (Dick, Paterson)     | 7:25  |
| 7.  | The high wood:The gathering (Dick, Paterson)       | 4:30  |
| 8.  | The high wood:Thistle alley (Dick, Vantsis, Boult) | 6:08  |
| 9.  | The high wood:The leaving (Dick, Paterson, Boult)  | 4:59  |
| 10. | The other side of me (Dick, Vantsis, Boult)        | 6:08  |
| 11. | The great unravelling (Dick, Vantsis, Boult)       | 6:31  |

Het album is opgedragen aan Dicks ouders en grootouders. Zijn beide grootouders vochten tijdens de Eerste Wereldoorlog, het album is ook opgedragen aan allen die sneuvelden gedurende die oorlog. De suite The high wood gaat over die oorlog. Crucifix corner begint met een kale gitaarriff, die lijkt is op de riffs te horen op Pink Floyds The Wall.